# Wolf-Dietrich von Xylander
Wolf Dietrich Ritter und Edler von Xylander (* 9. April 1903 in München; † 15. Februar 1945 bei Struppen) war ein deutscher Generalleutnant im Zweiten Weltkrieg.

## Leben

### Herkunft
Wolf-Dietrich entstammte dem Adelsgeschlecht Xylander. Er war der Sohn des späteren Generalmajors Rudolf von Xylander und dessen Ehefrau Helene, geborene Frommel. Sein Großvater war der bayerische Generaloberst Emil von Xylander.

### Militärkarriere
Nach dem Abitur am Wilhelmsgymnasium München trat Xylander am 1. Mai 1921 in die Reichswehr ein und kam zum 19. (Bayerisches) Infanterie-Regiment. Bei diesem wurde er am 1. März 1925 zum Leutnant befördert. 1925/26 wurde er für einige Jahre in die 11. Kompanie nach Kempten (Allgäu) versetzt und dort am 1. Februar 1928 zum Oberleutnant befördert. Im Frühjahr 1932 kam er zum Regimentsstab in München.
Im Jahre 1933 wurde er an die Kriegsakademie kommandiert und am 1. Juni 1934 zum Hauptmann befördert. Am 1. September 1935 wurde er in den Generalstab des Heeres versetzt und in der 3. Abteilung beim Oberquartiermeister IV eingesetzt. Am 1. März 1937 auch offiziell dorthin versetzt, erhielt er die Berechtigung zum Tragen der Uniform des Generalstabs. Dort wurde er 1939 auch zum Major i. G. befördert.
Kurz vor Ausbruch des Zweiten Weltkrieges, während der Mobilmachung, wurde er am 26. August 1939 Dritter Generalstabsoffizier der 206. Infanterie-Division. Anfang Juni 1940 wurde er Erster Generalstabsoffizier (Ia) im Stab der 30. Infanterie-Division. Mit dieser machte er den zweiten Teil des Westfeldzuges mit und blieb danach mit der Division in Frankreich. Am 1. Dezember 1940 wurde er zum Oberstleutnant i. G. befördert.
Zum Ende des Frühjahres 1941 verlegte der Stab in den Osten, und zu Sommerbeginn 1941 nahm Xylander mit der 30. Infanterie-Division am Angriff auf Nordrussland teil. Bereits Anfang August 1941 wurde er abgelöst und zum Ersten Generalstabsoffizier (Ia) der 2. Armee ernannt.
Am 25. November 1942 wurde er in die Führerreserve versetzt und am 1. Januar 1943 zum Oberst i. G. befördert. Drei Wochen später – am 19. Januar 1943 – wurde er Chef des Generalstabes des XXXXIX. Gebirgskorps im Kaukasus. Am 1. Juni 1943 wurde er Chef des Generalstabes der 17. Armee. Am 1. Januar 1944 wurde er zum Generalmajor befördert, doch schon am 9. Juli 1944 erneut in die Führerreserve und dann zum Generalstab der Heeresgruppe Nordukraine versetzt. Noch im Juli 1944 wurde er Chef des Generalstabes dieser Heeresgruppe. Am 1. Dezember 1944 zum Generalleutnant befördert, wurde er im Januar 1945 Chef des Generalstabes der Heeresgruppe Mitte. In dieser Funktion ist er im Februar 1945 tödlich mit dem Flugzeug abgestürzt.

## Auszeichnungen
- Blutorden (Verleihungsnr. 1452) am 9. November 1933 anlässlich des 10. Jahrestags des Hitlerputsches.
- Deutsche Kreuz in Gold am 9. August 1942[3]
- Ritterkreuz des Eisernen Kreuzes am 20. Februar 1945 (postum)[3]